# Fuerza de Despliegue Preventivo de las Naciones Unidas
La Fuerza de Despliegue Preventivo de las Naciones Unidas (también conocida como UNPREDEP por el acrónimo en inglés de United Nations Preventive Deployment Force) fue una misión multinacional de mantenimiento de la paz desplegada en la República de Macedonia entre 1995 y 1999. La misión fue establecida con la aprobación de la resolución 983 del Consejo de Seguridad de las Naciones Unidas del 31 de marzo de 1995. La UNPREDEP debía sustituir a la misión anterior, la Fuerza de Protección de las Naciones Unidas (UNPROFOR), continuando con su mandato en territorio macedonio. Su objetivo principal fue la supervisión de que ningún acontecimiento ocurrido en las zonas fronterizas con la República Federal de Yugoslavia y Albania repercutiera en la estabilidad del país y comunicar dichos eventos al Secretario General en el caso de ocurrir.

## Historia
La UNPREDEP se convirtió en una misión totalmente independiente tras la disolución de la UNPROFOR, aunque buena parte de sus estructuras y contingente militar pasó a ser asignado a la nueva misión. El mandato de la misión fue prorrogado por las sucesivas resoluciones número 1082 (1996), 1105 (1997), 1110 (1997), 1140 (1997), 1142 (1997) y 1186 (1999). En ellas se prorrogó el mandato por periodos de 6 meses o un año y se varió en varias ocasiones el total de soldados desplegados dependiendo de la coyuntura política; asignando también nuevos objetivos como el control del tráfico ilegal de armas.
El último mandato autorizado de la UNPREDEP expiró el 28 de febrero de 1999 sin que este fuera renovado por el voto en contra (y subsecuente veto) de China en un nuevo proyecto de resolución del Consejo de Seguridad que planeaba la prórroga por otros seis meses. El representante chino en el Consejo de Seguridad argumentó que las misiones de paz de las Naciones Unidas no debían tener una duración indefinida. Otros representantes del Consejo de Seguridad criticaron duramente el veto de China porque a su juicio podía poner en peligro la estabilidad de la Ex República Yugoslava de Macedonia por la cercanía del conflicto kosovar. Sin embargo el veto chino atendía a una represalia diplomática tras el reconocimiento de Taiwán por parte del gobierno macedonio.

## Despliegue

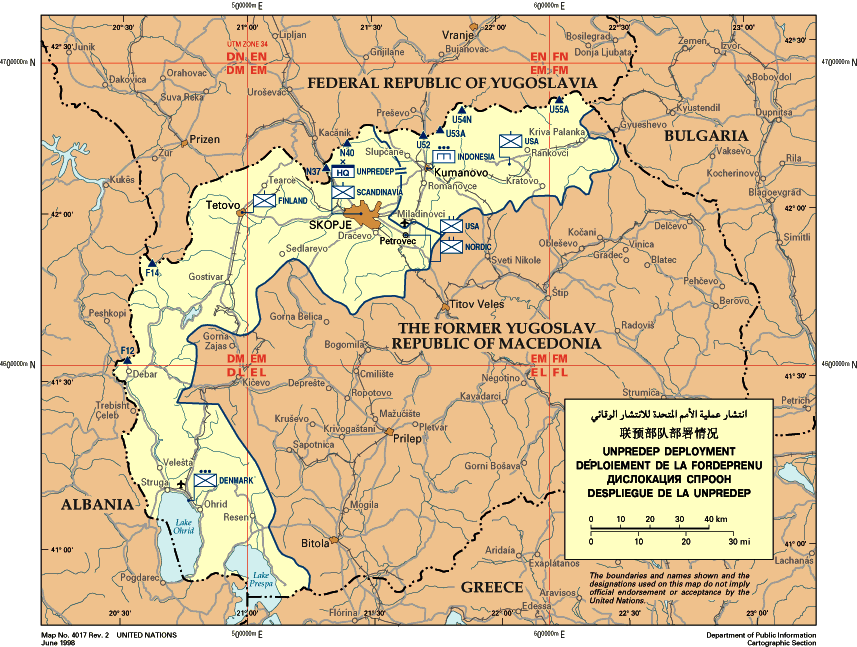
Mapa del despliegue de la UNPREDEP a fecha junio de 1998.

En el último año de la misión, después de que la resolución 1186 de 1998 aumentara el número de efectivos, la UNPREDEP estaba compuesta por 1.110 efectivos uniformados. De ellos 1.049 eran soldados, 35 observadores militares y 26 policías civiles. Los principales países que en 199 aportaban efectivos uniformados eran: Estados Unidos (303 soldados), Finlandia (199 soldados, 1 observador militar y 6 policías), Suecia (198 soldados y 1 observador militar) y Noruega (152 soldados y 2 policías). Además la misión estaba apoyada por 203 civiles personal de las Naciones Unidas de origen nacional e internacional de 40 países diferentes. A fecha 1998 la misión había sufrido 4 bajas mortales desde su creación.